# Osgodby (Scarborough)
Pour les articles homonymes, voir Osgodby.
Osgodby est un village et une paroisse civile du Yorkshire du Nord, en Angleterre.